# Humienniki (obwód rówieński)
Humienniki (ukr.  Гуменники) – wieś na Ukrainie w rejonie rówieńskim obwodu rówieńskiego.